# Zelotes anchoralis
Zelotes anchoralis este o specie de păianjeni din genul Zelotes, familia Gnaphosidae, descrisă de Denis, 1958.
Este endemică în Afghanistan. Conform Catalogue of Life specia Zelotes anchoralis nu are subspecii cunoscute.